# Поздняковка (Свердловская область)
Поздняко́вка — деревня (ранее посёлок) Новолялинского городского округа Свердловской области России.

## География
Находится в 35 километрах к западу (в 57 километрах по автодороге) от районного центра города Новая Ляля. Деревня расположена в лесистой местности, среди покрытых тайгой Уральских гор в истоке реки Поздняковки (левый приток реки Ляля), на которой в черте деревни имеется большой пруд. Высота над уровнем моря составляет 188 метра. Через деревню проходит асфальтовая автодорога Новая Ляля — Павда, соединяющая деревню с районным центром, с которым имеется автобусное сообщение.

## История
Дата основания неизвестна. В советский период в посёлке проживали рабочие, занятые лесозаготовками, в том числе бывшие репрессированные семьи, освобождённые в 1960-е годы из спецпоселений.
Указом Президиума Верховного Совета РСФСР от 01 февраля 1963 года был образован Новолялинский промышленный район с центром в город Новая Ляля. В состав нового района вошли: Лобвинский, Павдинский и Привокзальный поссоветы; Верх-Лобвинский, Касалманский, Малолатинский, Старолялинский, Ступинский и Черноярский сельсоветы. Коптяковский, Ляля-Титовский, Полуденовский, Савиновский и Салтановский сельсоветы Новолялинского района переданы в состав Верхотурского сельского района.
Решением облисполкома № 204 от 19 марта 1969 года центр Малолатинского сельсовета перенесен из посёлка Малая Лата в посёлок Поздняковка. Малолатинский сельсовет переименован в Поздняковкий.

## Население
| 2002 | 2010 | 2021 |
| ---- | ---- | ---- |
| 16   | ↘12  | ↘5   |

## Инфраструктура
Состоит из четырёх улиц: Комсомольская, Пионеров, Почтовая и Уральская.